# Stazione di San Lorenzo
Stazione di San Lorenzo vasútállomás Olaszországban, Trentino-Alto Adige régióban, San Lorenzo di Sebato településen.

## Vasútvonalak
Az állomást az alábbi vasútvonalak érintik:
- Puster-völgyi vasútvonal

## Kapcsolódó állomások
A vasútállomáshoz az alábbi állomások vannak a legközelebb: 
- Stazione di Casteldarne
- Stazione di Brunico